# 五十嵐秀助

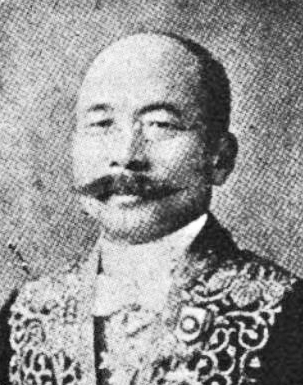
五十嵐秀助

五十嵐 秀助（いがらし ひですけ、1859年1月25日（安政5年12月22日）- 1933年（昭和8年）2月11日）は、明治から大正時代の電信電話技術者。出羽米沢(山形県)出身。

## 経歴
安政5年（1858年）、旧米沢藩士・徳間久三郎の三男として生まれる。その後同藩士・五十嵐正和の養子となる。
1882年（明治15年）工部大学校電気科を卒業。工部省に入ったのち、逓信省技師に任ぜられる。1887年（明治20年）東京電信學校教授になり、1889年（明治22年）、電信電話事業視察のために私費で欧米各国を歴訪。
東京郵便電信局建築課長、東京電話交換局長、塞累逓信局工務部長などを歴任。東京、横浜等の電話工事の基礎を定める。
1899年（明治32年）には工学博士の学位を受ける。
その後農商務省特許局技師および宮内省内匠寮御用掛を兼任（長男秀一の妻セイは富永鴻の妻の妹で、姉たちは農商務省特許局長、宮内省侍医の妻）。東宮御所（1909年）の電気工事の設計を担当。
1917年（大正6年）から1920年（大正9年）までは支那漢口武昌の電話改善事業にあたっている。正四位勲三等。

## 家族
- 実父・徳間久三郎 ‐ 米沢藩士。[4]
- 養父・五十嵐正和 ‐ 米沢藩士。[4]
- 妻・まつ ‐ 山形、樋口一郎の妹[4]
- 長男：五十嵐秀一 ‐ 工学士。妻・セイは北海道拓殖銀行重役・馬島渡の妹[5]（のち有吉明に嫁す[6]）。相婿に崎川才四郎・茂太郎兄弟、富永鴻がいる。
- 二男：五十嵐秀二 ‐ 逓信技師。東大電気科卒。逓信局工務部長、工務局試験課長、日本電信電話工事常務、台湾通信工業監査役を歴任。[4][7]
- 長女：宇田さた（貞子） ‐ 貿易商・宇田喜太郎の妻。東京女学館卒。夫の喜太郎は横浜商業、サンフランシスコ・ホリテクニック・ハイスクール卒業後、洋酒販売の尾張屋商店勤務を経て雑貨煙草輸出入の宇田商会を開業。長男・勝の相婿に東急電鉄社長・篠原三千郎がいる。[4][8]
- 二女：宮井梅 ‐ 逓信技師・宮井誠吉（京都帝国大学理工科大学電気工学科卒）の妻。[4]
- 三女：日比きく ‐ 電気化学工業常務取締役・日比勝治の妻[4][9]
- 四女：芝田幸 ‐ 工学士・芝田修一の妻[4]
- 五女：坂上勇 ‐ 大阪の資産家・坂上宗兵衛の長男・宗太郎の妻[4]

## 栄典
- 1900年（明治33年）11月10日 - 従五位[10]
- 1915年（大正4年）1月30日 - 正四位[11]